# Pierre Renouvin
Pierre Renouvin, (Paris, 9 de janeiro 1893 - Paris, 7 de dezembro 1974), foi um historiador francês especializado na história das relações internacionais. Autor da obra: Les Origines immédiates de la guerre ("As Origens imediatas da Guerra").
Renouvin organizou uma coleção monumental em torno da história das relações internacionais.
Procurou, segundo a historiadora Sílvia Adriana Barbosa Correia, desconstruir a ideia de que as potências centrais teriam total responsabilidade na eclosão da Grande Guerra a partir de uma abordagem acontecimental, que logo seria criticada pela escola dos Annales, e de uma súmula de documentos que alguns governos publicaram em torno da responsabilidade da guerra.
Um instituto da universidade Sorbonne tem seu nome.

## Publicações
- Les origines immédiates de la guerre, Costes, 1927
- La Crise européenne et la Première Guerre mondiale, Paris, Presses universitaires de France, coll. « Peuples et civilisations » (n° XIX), 1962, 4e éd. (1re éd. 1934), 779 p..
- Histoire des relations internationales, 4 tomes, Hachette, rééd. 1994 (1954)
- Introduction à l'histoire des relations internationales, en collaboration avec Jean-Baptiste Duroselle, Armand Colin, rééd. 1991 (1964), 536 p.
- La question d'extrême-orient, 1840-1940, Librairie Hachette, 1946, 435 p., ASIN: B00178EUIM,
- L'Armistice de Rethondes, 11 novembre 1918, Gallimard, coll. « Trente Journées qui ont fait la France », rééd. 2006, 555 p.
- La Première Guerre mondiale, Paris, Presses universitaires de France, coll. « Que sais-je ? » (no 236), rééd. 1998, 127 p.
- Léon Blum, chef de gouvernement, 1936-1937, em colaboração com René Rémond, Presses de la Fondation nationale des sciences politiques, 1967, rééd., coll. « Références », 1981